# Marginocephalia
Die Marginocephalia sind ein Taxon (eine systematische Gruppe) der Vogelbeckendinosaurier (Ornithischia). In dieser Gruppe werden die Pachycephalosauria und die Ceratopsia zusammengefasst.

## Merkmale
Charakterisiert wird diese Gruppe durch einen nach hinten ragenden Schädelhinterrand, der aus dem Scheitelbein (Parietale) und dem Schuppenbein (Squamosum) gebildet wird. Bei den Ceratopsia hat sich diese Struktur zum vergrößerten Nackenschild entwickelt. Die Pachycephalosauria hingegen sind durch knöcherne Höcker oder Stacheln am Schuppenbein gekennzeichnet, hier bildet das Scheitelbein zusammen mit dem Stirnbein (Frontale) das typische verdickte Schädeldach. Weitere Kennzeichen der Marginocephalia sind das verkürzte Becken und die Verkleinerung des Anteils des Zwischenkieferbeins (Praemaxillare) am Gaumen.
Die Pachycephalosauria und die urtümlichen Ceratopsia bewegten sich biped (mit den Hinterbeinen) fort, während die höher entwickelten Ceratopsia (Ceratopsidae) strikt quadruped waren. Alle Marginocephalia waren vorrangig Pflanzenfresser, es ist aber denkbar, dass die Pachycephalosauria daneben auch andere Nahrung wie kleine Tiere oder Eier zu sich genommen haben könnten.
Die frühesten Vertreter der Marginocephalia stammen aus dem frühen Oberjura, ihren Höhepunkt erreichte dieses Taxon aber während der späten Kreidezeit.

## Systematik
Das Taxon der Marginocephalia wurden 1986 von Paul Sereno errichtet. Sie werden definiert als der letzte gemeinsame Vorfahre von Pachycephalosaurus und Triceratops und alle seine Nachkommen.
Innerhalb der Vogelbeckensaurier werden sie zur Gruppe der Cerapoda gerechnet, ihre Schwestergruppe bilden die Ornithopoda. Das kommt in folgendem vereinfachten Kladogramm zum Ausdruck:
|          | Thyreophora (u. a. Stego- und Ankylosauria)                     |
|          |                                                                 |
| Cerapoda | \| \| Ornithopoda \| \| \| \| \| \| Marginocephalia \| \| \| \| |
|          | \| \| Ornithopoda \| \| \| \| \| \| Marginocephalia \| \| \| \| |
|          | Ornithopoda                                                     |
|          |                                                                 |
|          | Marginocephalia                                                 |
|          |                                                                 |

|  | Ornithopoda     |
|  |                 |
|  | Marginocephalia |
|  |                 |

|          | Thyreophora (u. a. Stego- und Ankylosauria)                     |
|          |                                                                 |
| Cerapoda | \| \| Ornithopoda \| \| \| \| \| \| Marginocephalia \| \| \| \| |
|          | \| \| Ornithopoda \| \| \| \| \| \| Marginocephalia \| \| \| \| |
|          | Ornithopoda                                                     |
|          |                                                                 |
|          | Marginocephalia                                                 |
|          |                                                                 |

|  | Ornithopoda     |
|  |                 |
|  | Marginocephalia |
|  |                 |